# Ferdinando Petruccelli della Gattina
Ferdinando Petruccelli della Gattina (Moliterno, 28 de agosto de 1815 - Paris, 29 de março de 1890) foi um jornalista, escritor e político italiano, considerado um dos jornalistas mais importantes do século XIX e mais conhecido como correspondente de guerra. 

## Biografia
Escreveu nos maiores jornais italianos do tempo, como Omnibus, Salvator Rosa e Raccoglitore fiorentino, e fundou Mondo vecchio e mondo nuovo, que foi censurado pelos frequentes ataques ao rei Fernando II. 
De espírito laico e republicano, foi forçado ao exílio pela revolução de 1848 contra a monarquia bourbónica. Refugiou-se em França, onde escreveu para jornais franceses e belgas como La Presse, Journal des débats, Indépendance Belge, Liberté, Paris Journal, Revue de Paris e Revue française.
Depois de participar ao lado dos republicanos contra o Golpe de Estado na França em 1851, fugiu para a Inglaterra, onde trabalhou para as publicações The Daily News, The Daily Telegraph e Cornhill Magazine. 
Em 1861, foi eleito deputado ao Parlamento italiano e continuou a trabalhar para jornais e revistas como L'Unione, L'Opinione, Fanfulla della domenica, Cronaca bizantina e Nuova Antologia. Foi correspondente de guerra em Itália e França, descrevendo eventos como Expedição dos Mil, Segunda Guerra de Independência Italiana e Comuna de Paris. 
Foi também autor de vários romances, o mais famoso e criticado dos quais é Memórias de Judas (1867). Viveu o resto da vida em França com a esposa, Maude Paley-Baronet, escritora inglesa. Petruccelli della Gattina morreu em Paris. Depois de cremado, as cinzas foram sepultadas em Londres.

## Obras fundamentais
- La rivoluzione di Napoli del 1848 (1850)
- Storie arcane del pontificato di Leone XII, Gregorio XVI e Pio IX (1861)
- I moribondi del Palazzo Carignano (1862)
- Il Re dei Re, rifacimento dell'Ildebrando (4 voll., 1864)
- Histoire diplomatique des conclaves (4 voll., 1864-1866)
- Pie IX, sa vie, son règne, l'homme, le prince, le pape (1866)
- Memorias de Judas (1867)
- Le notti degli emigranti a Londra (1872)
- Il re prega (1874)
- Il sorbetto della regina (1875)
- I suicidi di Parigi (1878)
- Il conte di Saint-Christ (1880)